# Platylabus fuscinerva
Platylabus fuscinerva är en stekelart som först beskrevs av Cameron 1901.  Platylabus fuscinerva ingår i släktet Platylabus och familjen brokparasitsteklar. Inga underarter finns listade i Catalogue of Life.